# Indústria tèxtil a la Xina

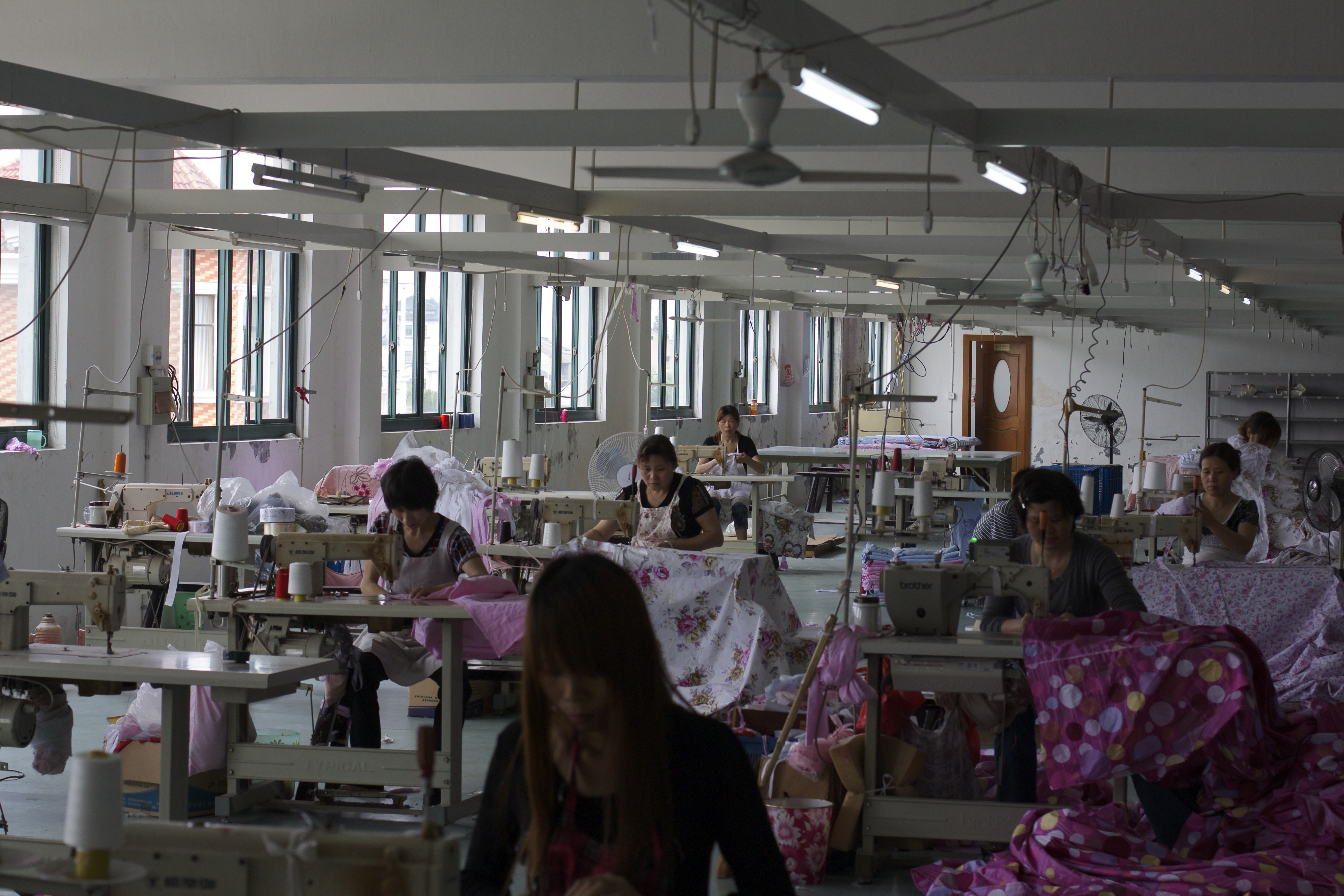
Dones treballant en una fàbrica de roba de seda de la Xina.

La indústria tèxtil a la Xina és la primera del món en producció i en exportacions. La Xina va exportar 1,88 bilions de renmibis (¥) —equivalents a uns 241 mil milions d'euros— en productes tèxtils, tall i confecció l'any 2020, un volum que va créixer un 9,7% respecte el 2019.
La indústria va començar a créixer a principis del segle xx. La Primera Guerra Mundial va estimular-ne l'expansió, que va créixer ràpidament fins a la depressió de la dècada dels anys 1930. Posteriorment seguí creixent, tot i que més lentament, fins a la Segona Guerra Sinojaponesa, amb la destrucció de moltes filatures i les seves cadenes de subministrament que no es van recuperar plenament fins a la dècada del 1950, en què molts dels magnats importants havien portat els seus imperis a Hong Kong per evitar la persecució mentre que la resta de la indústria fou monopolitzada pel govern. Quan Deng Xiaoping va ascendir al poder, va identificar aquestes empreses de Hong Kong com a models d'empreses capitalistes tècnicament avançades i va fer que poguessin relacionar-se amb les que havien romàs a la Xina.

## Competitivitat global
Als primers temps de l'economia xinesa després de les reformes econòmiques dels anys 1978 i 1979, el baix cost de la mà d'obra va ser un avantatge competitiu important que va afavorir l'exportació en front d'altres països exportadors.
Els sous pels treballadors de categories inferiors van augmentar ràpidament des d'aquell període, de manera que va començar a calar l'opinió que els productes tèxtils de la Xina deixarien de ser competitius a causa del progressiu increment dels salaris. Tot i això, altres factors varen mantenir a la Xina per sobre els països en desenvolupament, com "l'eficient gestió de la cadena de subministraments, una infraestructura més moderna, i una més alta productivitat dels treballadors", que ha permès als productors tèxtils xinesos mantenir costos baixos amb relació a altres productors. Estadístiques comercials dels EUA mostren que de 2006 a 2014, el preu mitjà d'importacions provinents de la Xina va augmentar lleugerament 0,7% des de 1,07 €/metre-quadrat-equivalent (en anglès SME) a 1,08 €/SME si es compara amb les importacions d'altres països, les quals varen augmentar un 7,9%, des de 1,46 €/SME a 1,58 €/SME.
La indústria està experimentant un procés de consolidació amb una previsió futura d'un grapat d'enormes fabricants. Dades sobre la indústria de la primera meitat de 2013 mostraven que va créixer un 13,3% la producció dels fabricants amb ingressos d'almenys 10 milions de RMB (RENMINBI, nom de la moneda oficial a la Xina). També, segons un article a la revista Forbes de 2013, la indústria encara era molt fragmentada amb aproximadament 10.000 fabricants de teixit i filatures.
Les fàbriques també es mouen des de les províncies costaneres riques a l'interior més pobre cercant mà d'obra amb sous més baixos. L'Esquel Grup, que és el fabricant més gran del món de camises de cotó, el 2015 tenia planificat muntar una fàbrica a Guilin (Guangxi) amb un cost de 2.000 milions de yuan (292 milions d'euros al canvi de 2015).
Per augmentar la competitivitat de la indústria es confia en el final de la política proteccionista dels productors de cotó xinesos. El proteccionisme al mercat domèstic de cotó havia fet que el cotó a la Xina fos un 45% més car que el del Vietnam, que era el principal país competidor.

### Acord Transpacífic de Cooperació Econòmica i la indústria tèxtil xinesa
L'Acord Transpacífic de Cooperació (en anglès Trans-Pacífic Partnership, TPP) inclou a 12 països els quals fan el 40% de les economies mundials i s'espera que afecti l'economia xinesa, incloent-hi el seu mercat tèxtil i de vestuari. Amb la vinculació dels Estats Units, agafant protagonisme dins el TPP a 2008 (es retiren el 23 gener de 2017), els termes i les condicions es van crear per aconseguir un avantatge sobre la Xina, que no era membre de l'Acord Transpacífic de Cooperació. El dèficit en què el comerç dels EUA s'encara amb la Xina és significatiu; l'any 2015 els Estats Units van vendre 104.580 milions d'euros en béns mentre que s'havien importat de la Xina 433.710 milions d'euros. Sota el TPP, la Xina hauria de pagar un aranzel GATT que els membres dels TPP no haurien de pagar, de forma que es restringia la facilitat de comerciar de la Xina a la regió NAFTA. Les importacions de tèxtils vers les regions CBI (Central Bureau of Investigation de l'India), CAFTA, i la de NAFTA se'ls apliquen aranzels d'importació actualment alts fins al 10,1% per tèxtils i 26,8% per vestuari. Si es produís la implantació del TPP, aquests aranzels s'anul·larien pels productes tèxtils i de vestuari que es comercialitzessin entre països membre. A més, sent la Xina la principal exportadora de productes tèxtils i de vestuari del món, la implantació del TPP es creu que el resultat seria una notable decadència de les exportacions de vestuari de la Xina cap als Estats Units, el Japó i la regió de NAFTA, principalment el Canadà. El TPP tindria un efecte de desviació ineficient del comerç dissuadint fer importacions de la Xina degudes a l'increment d'aranzels, animant els membres del TPP a comerciar directament entre ells desafiant les exportacions des de la Xina. L'accés del Japó al TPP s'espera que tingui un impacte negatiu substancial sobre les exportacions tèxtils i de vestuari de la Xina. En un estudi elaborat per Sheng Lu de la Universitat de Rhode Island, es pot veure que la demanda de tèxtils des de Vietnam i altres membres de TPP asiàtics podrien crear oportunitats d'exportació addicional per la Xina, per més que amb el TPP, l'efecte de la desviació de comerç esmentada anteriorment causada pel Japó probablement afectaria les exportacions de la Xina a aquelles regions.

### Empreses més grans
Entre les empreses paraestatals més grans (en anglès, state-owned enterprises, SOE) es troba Shandong Demian Grup i Sinomach, el qual va entrar al sector tèxtil l'any 2017 després d'adquirir China Hi-Tech Group Corporation, un altre SOE. Les empreses privades més grans són el Esquel Grup i Luthai.

### Inversió directa estrangera
La inversió directa estrangera (en anglès, Foreign direct investment, FDI) és una inversió feta per una empresa o l'individu resident en un país amb interessos empresarials situats en un altre país. FDI inclou establir operacions empresarials o adquirint avantatges en aquell segon país. L'any 2005 la indústria el tèxtil i de peces de vestir xinesa va rebre un total de 2.350 milions d'euros en inversions foranes directes, la majoria de les quals venien de Hong Kong, Macao, i Taiwan. Empreses privades dins la Xina busquen propietaris estrangers per mitigar els reptes causats pel sistema financer xinès. Aquests reptes són en la forma de les reserves de capital imposat pel sistema financer xinès que privilegia les empreses estatals, menys eficaces que les empreses privades. Aquestes obligacions financeres per les empreses privades a la Xina està incrementant les inversions directes estrangeres que comporten treball intensiu. Aquestes inversions estrangeres inclouen mercats sostinguts per una força de treball al darrere, com és el cas del mercat tèxtil xinès. Per tal d'assegurar les inversions de l'estranger, les empreses privades fan ofertes de participació en la mateixa empresa. Algunes estimacions conclouen que empreses situades en la part superior del percentil 25 en constrenyiment financer podria haver evitat perdre fins al 38,4% de la seva participació d'equitat respecte als estrangers pel fet de necessitar obtenir inversions directes de l'estranger. Tanmateix, en un estudi que va investigar l'impacte de la presència del FDI en les empreses del mercat domèstic i en les del mercat d'exportació tèxtil, els investigadors van suggerir que la presència del FDI generava efectes desencadenants positius significatius en el mercat domèstic així com vendes en el mercat d'exportació a empreses locals en indústries tèxtils i altres fabricants. En termes de capitalisme lliurecanvista aquest fet indica que les polítiques del govern que restringeixen les importacions directes de l'estranger (FDI) i el no adaptar-hi el sistema financer pot ser contra productiu, i que els que elaboren la normativa i les polítiques oficials haurien d'animar a fabricants domèstics i estrangers a invertir en empreses per augmentar els beneficis locals. Això suggereix que el FDI és important per facilitar la irrupció d'empreses foranes.

## Història

### Establiment

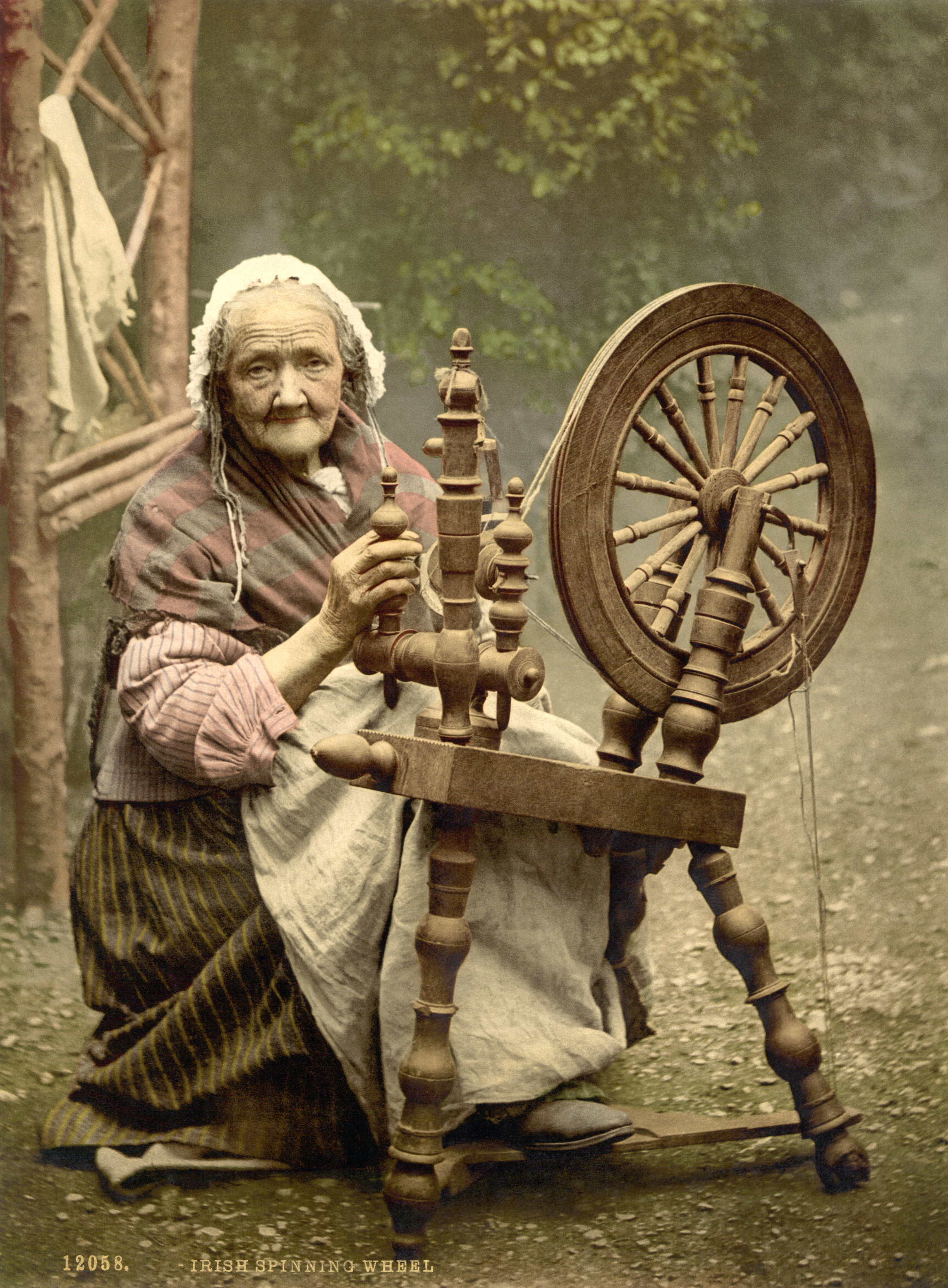
Filadora holandesa

Al final de la dècada dels 1800, les importacions de fil de cotó estrangeres de l'Índia britànica havien creat un mercat gran pels teixidors en l'àmbit rural del nord de la Xina. Precisament la invenció de maquinària debanadora de fils s'havia desenvolupat en primer lloc a la Xina. El sistema de producció a la Xina estava condicionat tradicionalment per les dificultats en la mobilitat de la mà d'obra d'origen agrícola i la concentració de capital en mans d'una monarquia centralitzada. Els interessos estrangers van generar diversos beneficis claus en l'operació a la Xina, incloent-hi la gran dimensió del mercat, la disponibilitat de mà d'obra barata i material en brut, jornades laborals més llargues i costos de transport més baixos. Les primeres empreses estrangeres es van establir immediatament després de la Guerra xino-japonesa de 1904-05, pocs anys després de l'establiment de les primeres fàbriques xineses. A causa del tractat signat al final de la guerra, les entitats estrangeres varen poder operar lliures de deures aranzelaris i amb menys restriccions polítiques que les empreses natives. Els britànics varen ser els primers però els japonesos van arribar tot seguit.

### Expansió ràpida
D'ençà que les importacions de productes occidentals manufacturats es van aturar durant Primera Guerra Mundial, la indústria del cotó, tant a la Xina com al Japó, es van desenvolupar ràpidament per cobrir les demandes que hi havia a Àsia. Inicialment, totes les màquines i accessoris eren importats de Gran Bretanya o dels EUA. Això preveia una tendència d'indústria importadora de tecnologia i exportadora de productes finals que descriu la majoria del segle xx. Tanmateix, en la dècada de 1920, el Japó esdevenia el proveïdor principal de màquines, tot i que algunes van començar a ser construïdes també a la Xina, establint el trinomi eines industrials-tèxtil-maquinària que finalment creixeria prou en volum per subministrar també a països veïns.

### Competència amb empreses japoneses

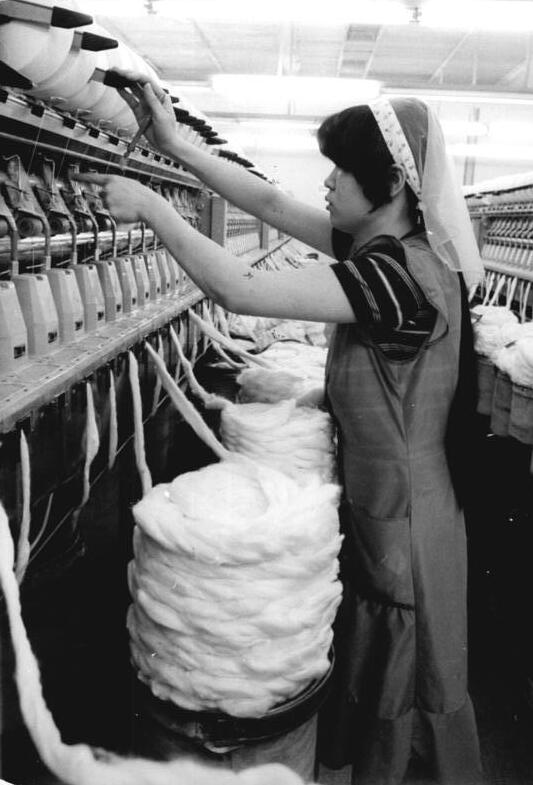
Fotografia del Bundesarchiv 183-1987-0402-002, Mittweida, Maquinària debanadora a Vietnam

Mentre que la capacitat total de les filatures xineses a 1930 era més gran que la dels japonesos, una tercera part del fil de cotó i la meitat dels articles de cotó que es produïen a la Xina era feta per maquinària de filar de propietat japonesa. Aquestes filatures japoneses eren millors tècnicament i disposaven de més capital, mentre les filatures xineses tenien limitacions degudes a la ineficiència de l'administració, la manca d'organització i la debilitat financera. En particular, les filatures japoneses varen ser capaces de sobreviure a la depressió dels 1930 perquè van tenir un suport financer més fort i més estable. A més, a Shandong, el qual és encara avui industrialment important, els japonesos varen tenir l'avantatge de comptar amb el transport i les infraestructures d'utilitats desenvolupades pels alemanys quan van utilitzar el port de la ciutat per l'activitat comercial. Quan els japonesos varen arribar a 1914 van poder utilitzar aquests recursos i el coneixement de les persones locals de maquinària per molt de pressa establir set filatures rotatòries modernes. Gràcies al subministri d'energia elèctrica instal·lada pels alemanys, també van ser capaços d'implantar telers elèctrics tot el 1930 augmentant significativament l'eficàcia de producció de les filatures.
El 1934, el Consell Econòmic Nacional de la Xina va establir l'anomenada Comissió d'Indústria del Cotó, amb l'objectiu de millorar la qualitat de cotó cru xinès i la filatura, el trenat, i les tècniques del tint. Però a causa de l'escassetat de capital i els deutes excepcionalment alts de les filatures xineses, els costos de producció eren encara alts. A 1936 les filatures xineses van començar a establir-se al món rural en comptes dels establiments a zones costaneres en un intent de tenir costos i preus més competitius. Les filatures a l'interior van permetre obtenir materials en brut més propers al lloc on es produïen i la proximitat als mercats rurals que disposaven de telers. Però la guerra va devastar les dues indústries tèxtils, la xinesa i la japonesa.

### Guerra xino-japonesa
El juliol de 1937 hi havia uns 2,75 milions de fusos i 25.500 telers de propietat xinesa. També hi havia 2,38 milions de fusos i 33.800 telers sota control japonès. Els plans havien estat enfocats a una forta expansió en els dos productors esmentats, però la majoria de plans van ser parats a l'esclat de la guerra. Els britànics hi controlaven uns 220.000 fusos i 4.000 telers.
Quan les batalles varen començar, el Govern xinès va encarregar a un consorci l'ajuda a propietaris de filatures per moure el seu equipament vers l'interior del territori. A àrees com Shantung, Honan, i Wuhan els responsables varen ser capaços de moure tones d'equipament abans de l'arribada de les tropes japoneses, essencialment eliminant equipament usat existent i instal·lant-ne de nous. Però al voltant de Xanghai, la lluita va començar tan de cop que només l'equipament dins les Instal·lacions Internacionals va sobreviure. Aproximadament el 44% de les filatures xineses es coneixia que eren situades dins i al voltant Xanghai, i com a resultat es varen perdre 60 filatures de propietat xinesa que resultava en què aproximadament el 70% d'equipament propietat xinesa es va perdre. Un número gran de petits tallers amb telers i tints també es varen destruir. Encara que no fossin totalment destruïts, tampoc empreses japoneses les operaven sinó que ho transformaven en hospitals o casernes militars. La majoria de filatures al voltant de Xanghai varen ser tan fortament avariats que era inviable aconseguir plenament i ràpida el seu ús productiu, però al nord els japonesos veren posar en producció ràpidament la maquinària. Sigui com sigui, les instal·lacions sota control japonès eren constantment assetjats per guerrilles o treballadors revoltats. El treball dels japonesos també era obstaculitzat per l'esgotament de materials en brut, la poca disponibilitat de mà d'obra i les dificultats comercials degudes al conflicte. Aviat els japonesos van començar per oferir un sistema d'"administració cooperativa" als propietaris de filatures xinesos. Sota aquesta organització hi havia administració japonesa amb el que se'n quedaven el 51% dels beneficis mentre que tots els costos de les reparacions eren a càrrec dels xinesos. La majoria de propietaris van refusar aquest sistema.

#### Filatures Shenxin de la família Rong
Els germans Rong, Rong Zongjing i Rong Desheng, eren coneguts com els "reis del cotó i de la farina" pel seu imperi de deu filatures Shenxin i setze molins de farina Maoxin i Fuxin. A mitjans dels 1930, els germans Rong tenien gairebé el 20% dels fusos en fàbriques tèxtils governades per xinesos. L'agost de 1937 van perdre cinc dels seus set molins de Xanghai. Dos varen ser bombardejats i presos per forces militars japoneses mentre els altres tres van caure sota control japonès. Les darreres dos eren a les Instal·lacions Internacionals, les quals eren relativament protegides d'atacs japonesos com a zona neutral. Mentre les filatures eren encomiades a desplaçar-se a l'interior, cosa que varen fer majoritàriament, els que es van quedar a Xanghai, com els darrers dos Shenxin, van quedar com entitats registrades com estrangeres, per la seva protecció. Van "arrendar" els seus molins a propietaris estrangers i varen contractar "falsos" directors estrangers de manera que podrien portar una bandera estrangera. De fet, els dos molins ja eren de fet per damunt de la seva capacitat nominal abans del conflicte i van operar amb més eficiència durant aquest període i un d'ells va expandir la producció. Els industrials que encara eren a l'àrea varen fer la reconstrucció de fàbriques varen poder arribar al 40% de producció, com era anteriorment a la guerra.
Quan va començar la guerra a l'oceà Pacífic, les Instal·lacions Internacionals varen ser sota foc intens, i les fàbriques britàniques o americanes eren un objectiu militar. Els japonesos varen agafar les dues filatures Rong que restaven en el territori en mans de l'enemic. Tot i això, com que els xinesos ja no eren l'enemic més important dels japonesos, van restaurar filatures a Xanghai entregades a industrials disposats de treballar tot i l'ocupació. Els japonesos es van oposar a retornar les fàbriques que havien restaurat i mantingut, especialment sense rebre un pagament a canvi de tota la reconstrucció que havien hagut de fer. Però els fabricants xinesos van argumentar que podrien operar més fàcilment en el mercat xinès i augmentar el benefici produint el cotó en àrees rurals. Com compensació, es va requerir als industrials donessin suport públic als japonesos, i molts directors de planta van donar suport a les organitzacions de control del govern que era dominat per ells.
En aquells moments, el Japó encara controlava una quantitat significativa del cotó en brut a la Xina, d'aquesta manera la majoria del cotó era enviat al Japó o entregat a filatures japoneses dins la Xina. A causa d'aquesta manca de cotó, moltes filatures de Shenxin van aturar la producció mentre d'altres operaven a una fracció de la seva capacitat. Les filatures Rong van haver d'usar el mercat negre per continuar l'operació perquè fos profitosa. Van llogar equipament a tallers rurals més petits que poguessin eludir els controls i els impostos més fàcilment. La filatura Rong va poder sobreviure, així com les de les altres famílies destacades.

### Recuperació posterior a la guerra
La indústria tèxtil de la Xina va passar a mans dels xinesos després de la derrota del Japó l'any 1945, entregant a la Xina molt equipament en molt bones condicions per la fabricació malgrat la limitació en habilitats tècniques i de direcció del personal responsable. També va ser un inconvenient la deterioració de moltes plantes per la manca de manteniment durant la guerra. L'any 1947 l'eficàcia era entre el 65 i el 80% de l'estàndard que hi havia a l'etapa anterior a la guerra. Combinat amb la pèrdua d'equipament per destrucció durant la guerra, la sortida era només el 40% de la de 1937. Després de la retirada del Japó, el govern xinès va agafar unes 40 filatures i les va incorporar a la Corporació d'Indústries Tèxtils xinesa (CTIC), argumentant que administració del govern aconseguiria que les filatures es posarien en producció novament més de pressa. El govern volia que es fabriquessin uniformes per l'exèrcit i que es produís prou benefici per reduir el dèficit de pressupost del govern. També va voler les filatures per apropiar-se dels mercats que anteriorment eren subministrats pel Japó i també per alleujar l'escassetat de roba dins la Xina i així tenir el mercat tèxtil domèstic. Això va resultar el control del 50% de la indústria tèxtil de la Xina per part del govern. Els japonesos havien mantingut l'equipament en bon estat durant la guerra permetent recollir beneficis.
Els molins privats van continuar provant de créixer, però els obstacles importants eren els costos de producció alts a causa de la inflació i el baix nivell d'intercanvi comercial amb l'exterior per comprar cotó en brut, maquinària i subministraments. La destrucció deguda a la guerra va malmetre el país i la indústria, en gran part, va perdre la prosperitat anterior. Finalment molts propietaris de filatures van marxar a Hong Kong.